# Israel Tavares Roque
Israel Tavares Roque (Nazaré, 3 de Janeiro de 1929 - Rio de Janeiro, 15 de Novembro de 1964) foi gerente de jornal, contador e militante brasileiro durante a Ditadura Militar. Fez parte do Partido Comunista Brasileiro (PCB) e trabalhou para o jornal do partido, O Momento, na Bahia durante sua luta os anos de chumbo.  
Israel desapareceu no Rio de Janeiro em 15 de novembro de 1964, em frente à estação Central do Brasil, após ter sido persignado e sequestrado por um policial baiano do órgão de repressão do país na época.

## Biografia
Israel Tavares Roque, filho de Lygia Violeta Tavares Roque e Lydio José Roque e irmão de Peres Dannuzio Tavares Roque, nasceu em Nazaré na Bahia em 3 de Janeiro de 1929. Atuava como gerente de jornal e contador no jornal O Momento, órgão filiado ao PCB na Bahia.

### Mudança para o Rio de Janeiro
Segundo o requerimento encaminhado por seu irmão, Peres, à Comissão Especial sobre Mortos e Desaparecidos Políticos (CEMDP), Israel se mudou para o Rio de Janeiro em junho de 1964, por causa da perseguição política conduzida pela Polícia Especial do Estado da Bahia.  Peres, que já morava no Rio de Janeiro, recebeu o irmão em sua casa e o ajudou a arrumar um emprego de contador na Transportadora Interbrasil, onde Israel trabalhou por aproximadamente três meses. De acordo com Peres, o irmão não falava sobre suas atuações na política, saía e viaja frequentemente a São Paulo.

## Prisões
A primeira prisão ocorreu em 31 de Julho de 1953, enquanto trabalhava no jornal "O Momento", na Bahia. A segunda prisão se deu em 1964 em frente à Central do Brasil, no Rio de Janeiro, quando foi abordado e detido por um policial baiano que já havia prendido ele anteriormente na Bahia, e o levou até a delegacia que atuava na estação.

Após o acontecimento, seu irmão Peres Dannuzio Tavares Roque foi até o local da prisão e se informou com os policiais do local que o informaram que Israel não estava naquela delegacia. Peres continuou procurando o irmão em diversas delegacias tanto no Rio de Janeiro, onde a última abordagem policial havia sido feita, quando em Salvador, mas nenhuma delegacia obtinha informações de Israel.

O Partido Comunista Brasileiro fundou o jornal "O Momento", em que Israel Tavares Roque trabalhou.

## Circunstâncias do Desaparecimento
O dia 15 de novembro de 1964 foi o último dia que Israel foi visto por seu irmão, Peres Dannuzio Tavares Roque, em frente à estação Central do Brasil. Neste dia o militante foi abordado por um policial que já havia lhe prendido na Bahia alguns anos antes. De acordo com o documento gerado pelo site Memórias da Ditadura, Israel estava com seu irmão na estação quando os dois avistaram o policial baiano que já conheciam. Os dois tentaram despistar o policial, mas outros agentes os encontraram e levaram preso Israel, mesmo com seu irmão tentando impedir a situação.

### Investigações
Documentos encontrados no Arquivo Público do Rio de Janeiro, referente ao Departamento de Ordem Política e Social (DOPS), quatro documentos datados de 1953, 1955, 1957 e 1958, relatam que Israel estava sendo perseguido e vigiado  pela polícia política por sua ação política no partido PCB. Depoimentos de diversas pessoas, entre elas a professora da Universidade Federal da Bahia, Sônia de Alencar Serra, mostram a militância de Israel no PCB depois de 1953. Peres Dannuzio apresentou um requerimento à Comissão Especial para reconhecer que Israel como desaparecido político desde de 1964. O relator general Oswaldo Gomes propôs o indeferimento por não haver comprovação de militância de Israel após o ano de 1957
Ações feitas pela CEMDP conseguiram encontrar novas informações sobre as circunstâncias do desaparecimento de Israel, a partir da atuação de Alba Regina Ignácio de Oliveira, amiga e protetora de Peres que o conheceu após ele ter adoecido. Em carta escrita ao deputado federal Nilmário Miranda, em 18 de Novembro de 1996, publicada no Arquivo Nacional - CEMDP, é relatado que Peres, que há oito anos vivia no Instituto Miguel Pedro diagnosticado com a Doença de Parkinson, contou a história a ela a história do desaparecimento do irmão. A partir deste momento, ela passou a procurar por informações sobre o paradeiro de Israel.
Após diversos contatos realizados, conseguiu encontrar a pesquisadora Sônia Serra de Alencar, que fez uma pesquisa sobre o jornal O Momento, onde Israel trabalhou, e pôde, assim, obter informações sobre sua atuação política. De acordo com ela, o colega de trabalho no Ministério da Educação (MEC), Sebastião Viana ("Tião"), procurou um militar ligado à repressão política para ter notícias de Israel. Com a informação dada pelo policial, Alba conseguiu localizar o sargento da marinha Clovis Rocha Mendes, um militar dispensado residente em Magé, que afirmou ter procurado o comandante Clemente José Monteiro Filho, que lhe comunicou que o nome de Israel não constava da lista de presos que estavam sob custódia da Marinha, Exército, Aeronáutica ou o DOPS do Rio de Janeiro.

Contudo, a informação mais próxima a respeito do paradeiro do militante, a de um comunicado da polícia política da Bahia aos órgãos de segurança no Rio de Janeiro afirmando que iria realizar uma operação na cidade para prender Israel. O corpo de Israel nunca foi encontrado. 

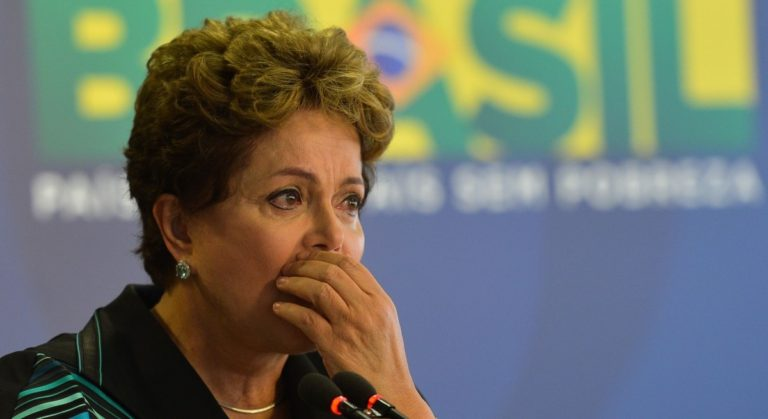
Ex- presidenta Dilma Rousseff emocionada com o relatório final dos trabalhos da Comissão Nacional da Verdade.

## Reconhecimento de Responsabilidade
Como a Secretaria de Segurança Pública da Bahia não respondeu os ofícios da Comissão Especial, nem houve nenhuma divulgação sobre a prisão de Israel, Nilmário Miranda propôs que fosse reconhecido como desaparecido político. Após quase 33 anos do desaparecimento de Israel, em decisão de 15 de maio de 1997, a Comissão Especial sobre Mortos e Desaparecidos Políticos (CEMDP) aceitou o requerimento do deputado e reconheceu a responsabilidade do Estado brasileiro pelo desaparecimento de Israel Tavares Roque. Seu nome está constado no Dossiê "Ditadura: mortos e desaparecidos políticos no Brasil" (1964-1985), organizado pela Comissão de Familiares de Mortos e Desaparecidos Políticos.

## Relatório de conclusão da CNV
Após as investigações feitas pela família e amigos de Israel Tavares Roque e, anos depois, as apurações e reconhecimentos feitos pelos órgãos públicos do país, a Comissão Nacional da verdade - órgão colegiado instituído pelo governo brasileiro em 2011 pela lei 12.528 para investigar as graves violações de direitos humanos ocorridas entre 18 de setembro de 1946 e 5 de outubro de 1988, assumiu que:

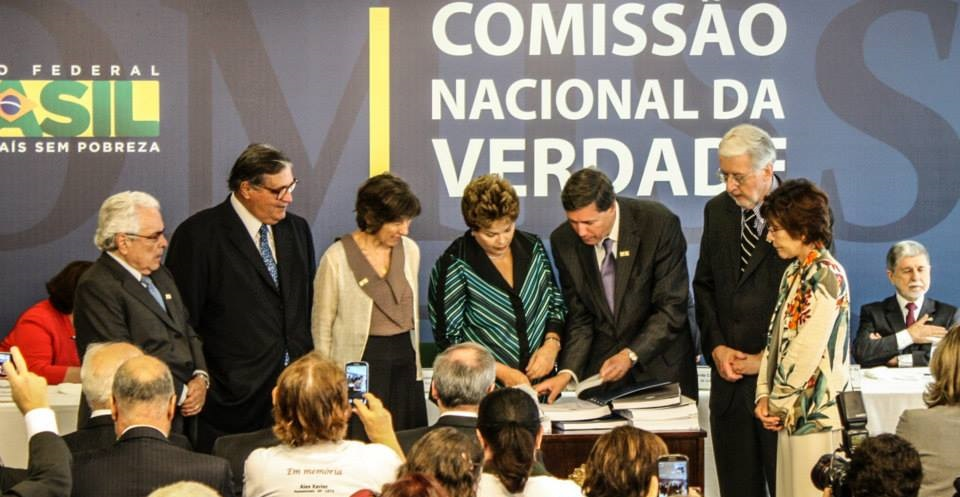

"Diante das investigações realizadas, conclui-se que Israel Tavares Roque desapareceu após ter sido detido, no dia 15 de janeiro de 1964, na estação ferroviária Central do Brasil no Rio de Janeiro, em decorrência de ação perpetrada por agentes do Estado brasileiro, em contexto de sistemáticas violações de direitos humanos promovidas pela Ditadura Militar, implantada no país a partir de abril de 1964. Recomenda-se a retificação da certidão de óbito de Israel Tavares Roque, assim como a continuidade das investigações sobre as circunstâncias do caso, para a localização de seus restos mortais e identificação e responsabilização dos demais agentes envolvidos."

## Homenagem
Em 2014, durante a sessão 066.4.54.O na Câmara dos Deputados (DETAQ), em defesa da desmilitarização da Polícia Militar e da extinção dos autos de resistência, o deputado Amauri Teixeira (PT-BA) homenageou a memória de 379 nomes de mortos e desaparecidos durante a Ditadura Militar no Brasil, durante os anos de 1964 a 1985, sendo Israel Tavares Roque um dos homenageados.